# Хоакин Санчез
Хоакин Санчез Родригез (шп. Joaquín Sánchez Rodríguez; 21. јул 1981), познатији као Хоакин, бивши је шпански фудбалер који је играо на позицији крилног играча.

## Статистика каријере

### Репрезентативна
| Шпанија | Шпанија  | Шпанија |
| Година  | Утакмице | Голови  |
| ------- | -------- | ------- |
| 2002    | 9        | 0       |
| 2003    | 8        | 2       |
| 2004    | 9        | 0       |
| 2005    | 9        | 2       |
| 2006    | 7        | 0       |
| 2007    | 9        | 0       |
| Укупно  | 51       | 4       |

## Највећи успеси
Бетис
- Куп Шпаније (2) : 2004/05, 2021/22.

Валенсија
- Куп Шпаније (1) : 2007/08.

Фјорентина
- Куп Италије : финале 2013/14.